# Rockefeller Street (chanson)
Singles de Getter Jaani
Grammofon
(2010) Valged Ööd
(22 mai 2011)
Pistes de Rockefeller Street
Valged Ööd
Rockefeller Street est le troisième single de Getter Jaani. La chanson représenta l'Estonie au Concours Eurovision de la chanson 2011. Elle finit 24e avec 44 points.
Le compositeur de cette chanson est Sven Lõhmus, qui a écrit les chansons Rändajad du groupe Urban Symphony et Let's Get Loud du groupe Sunstribe. 
Cette chanson fut favorite des bookmakers avec la France pour le Concours Eurovision 2011.

## Classement
| Classement (2011)               | Meilleure position |
| ------------------------------- | ------------------ |
| Belgique (Flandre Ultratip 100) | 40                 |
| Estonie (Top 40)                | 3                  |
| Irlande (IRMA)                  | 44                 |
| Royaume-Uni (UK Indie Chart)    | 33                 |